# Poruchy řeči
Poruchy řeči je souhrnné označení pro poruchy zpracování jazykové informace, označované v mezinárodní klasifikaci nemocí kódy F80. Mohou postihovat gramatické, sémantické či jiné postižení jazyka, a to jak receptivní (tedy příjem informace), tak expresivní (produkci jazykového materiálu). Patří sem řada různých postižení, jako například afázie či dysfázie, dyslalie, lalie či získaná afasie s epilepsií (tzv. Landau-Kleffnerův syndrom).
Nejedná se přitom o poruchy mluveného slova, které neovlivňují samotné porozumění jazyku a jsou způsobené jinými příčinami (jako například elektivní mutismus, koktavost a další).
Afázie je to porucha produkce nebo porozumění řeči.
Dysfázie je vrozenou poruchou řeči různého rozsahu. Mezi dysfázie patří např. dyslálie.
Dysartrie – porucha artikulace, při poruše inervace mluvidel nebo defektech struktur podílejících se na výslovnosti (jazyk, rty, zuby, aj.).
Afonie, dysfonie – chraptivá nebo šeptavá řeč u porušené inervace laryngu nebo hlasivek.
Rinolalie, nazolalie – "nosová řeč" u obrn měkkého patra.
Dyslalie – patlavost dětí u opožděného vývoje řeči.
Balbuties – koktavost, bývá neurotického původu (funkční).
Mutismus – němota, většinou psychogenní